# FC Šinarar Hrazdan
Football Club Šinarar Hrazdan (arménsky: Շինարար Ֆուտբոլային Ակումբ Հրազդան) byl arménský fotbalový klub sídlící ve městě Hrazdan. Klub zanikl v roce 1992.

## Umístění v jednotlivých sezonách
Zdroj: 
Legenda: Z - zápasy, V - výhry, R - remízy, P - porážky, VG - vstřelené góly, OG - obdržené góly, +/- - rozdíl skóre, B - body, červené podbarvení - sestup, zelené podbarvení - postup, fialové podbarvení - reorganizace, změna skupiny či soutěže
| Arménie (1992) |               |        |    |   |   |    |    |    |     |    |        |
| Sezóny         | Liga          | Úroveň | Z  | V | R | P  | VG | OG | +/- | B  | Pozice |
| 1992           | Aradżin chumb | 2      | 26 | 4 | 5 | 17 | 27 | 59 | -32 | 13 | 20.    |